# František Xaver Paleček
J.M. can. František Xaver Paleček (29. října 1859, Miličín – 16. ledna 1926, Kovářov) byl jihočeský římskokatolický kněz, farář v Kovářově a čestný kanovník Katedrální kapituly u sv. Mikuláše v Českých Budějovicích. Proslul pastorační horlivostí, pro kterou byl přirovnáván ke svatému faráři z Arsu, Janu Maria Vianneyovi.

## Život
František Xaver Paleček se narodil v Miličíně na pomezí středních a jižních Čech v rodině řeznického mistra. Byl nejstarším z osmi dětí. O jeho dětství se nezachovalo příliš informací, mimo té, že byl hudebně nadaný, a regenschori miličínského kostela, Prokop Hovorka, jej ještě před začátkem školní docházky začlenil mezi zpěváky miličínského kůru. Pro Františkovo nesporné nadání radili jeho učitelé, aby byl poslán na vyšší studia. To si ovšem rodina s dalšími sedmi dětmi nemohla dovolit. Snaha dostat Františka mezi studenty, které vydržovali v Praze na studiích redemptoristé z koleje při malostranském kostele sv. Kajetána, vyšla naprázdno. Nezbylo tedy, než aby František pokračoval na obecné škole v Miličíně. Za přispění učitele Hovorky (syna miličínského regenschoriho) se v roce 1872 podařilo získat pro Františka stipendium a zapsat jej na gymnázium v Táboře. V roce 1880 zde mladý student nakonec s vyznamenáním odmaturoval.
Následně měl František studovat v Praze matematiku. V Praze však pobyl pouze jeden den a vrátil se k rodičům. Těm oznámil, že se rozhodl stát se knězem a začal usilovat o přijetí do kněžského semináře v Českých Budějovicích. Po určitých peripetiích byl ke studiu teologie a kněžské formaci přijat. Po čtyřech letech studia byl František Xaver Paleček vysvěcen na kněze. Jeho světitel, pozdější pražský arcibiskup František Schönborn (českobudějovickým biskupem byl pouze dva roky, 1883-1885, poté se stal arcibiskupem pražským) jej chtěl ustanovit do Rožmitálu pod Třemšínem. Rožmitál byl tehdy poměrně protekčním místem, vzhledem k tomu, že patronátní právo k farnosti mělo pražské arcibiskupství. Mladý kněz však takové prestižní působiště odmítl. Následně mu bylo umožněno, aby si své působiště vybral sám ze seznamu uprázdněných farností (což byla zřejmě Schönbornova pozornost, protože nikdy nebylo obvyklé, aby si kněží určovali, kam nastoupí). Paleček si vybral faru ve Starém Sedle, nynějším Orlíku nad Vltavou. Ještě před nástupem do farnosti slavil 27. července 1884 primiční Mši svatou v miličínském kostele Narození Panny Marie.
Ve Starém Sedle působil však pouze krátkou dobu. K 1. lednu 1885 byl ustanoven kaplanem v Mirovicích. Záhy zde byl jmenován interkalárním administrátorem (tj. převzal dočasně povinnosti faráře, který je nemohl vykonávat). Tato povinnost jej velmi vyčerpávala. Později jí byl zproštěn, nicméně dostal na starosti duchovní správu v mirovické filiálce, v Zalužanech. Dojížděl tedy sloužit bohoslužby do místního kostela a učit náboženství do místní školy. Do Zalužan dojížděl po dobu téměř dvou let.
K 25. září 1893 nastoupil jako interkalární administrátor na uprázdněnou faru do Kovářova. Následující měsíc se zde účastnil farářského konkursu a následně byl ustanoven kovářovským farářem. Zakrátko byl však opět překládán. Vystřídal takto několik farností (Kostelec nad Vltavou, expozitura v Předbořicích) , vždy pouze jako zastupující kněz. Až v roce 1902 se mohl vrátit jako farář do Kovářova. Zde působil až do své smrti v roce 1925. V roce 1921 českobudějovický biskup ocenil jeho činnost udělením čestného kanonikátu. Vedle duchovní správy se snažil angažovat také v katolických spolcích, či zakládal náboženská společenství. Ve své farnosti založil například společenství františkánského třetího řádu, či růžencové bratrstvo. Vedle toho horlivě propagoval náboženský tisk. Dlouhá léta odebíral řadu katolických periodik.
Od roku 1922 střídavě marodil a nemohl tedy vykonávat svou funkci naplno. Uvědomoval si svůj blížící se konec a začal se na něj poměrně systematicky připravovat. Z roku 1922 pochází jeho závěť a rovněž poměrně podrobné instrukce pro jeho spolupracovníky ohledně zařizování pohřbu (určuje, komu má být dána zakázka na výrobu rakve, jak má rakev přesně vypadat a podobně). Zemřel v pověsti svatosti (in fama sanctitatis) 16. ledna 1926 a byl pohřben na kovářovském hřbitově.

## Český Vianney
V případě Františka Xavera Palečka je možno setkat se s jeho přezdívkou český Vianney. Tato pramení z některých podobností mezi působením Jana Maria Vianneye v Arsu ve Francii a F. X. Palečka na jihu Čech. Paleček byl proslulý jako kazatel, a především jako zpovědník. S Vianneyem jej pojila schopnost empatie vůči kajícníkům, kteří se k němu přicházeli vyzpovídat. Paleček navíc uvykl trávit většinu dne v kostele, kde si obvykle našel nějaké zaměstnání, ale hlavně byl díky tomu ihned k dispozici, když přišel někdo toužící po zpovědi, nebo duchovním rozhovoru. To po čase znamenalo, že trávil ve zpovědnici (stejně, jako kdysi Jan Maria Vianney) řadu hodin. Byl ochoten zpovídat dlouho do večera, nezřídka i přes půlnoc, pokud toho bylo třeba. Vedle této služby navíc učil náboženství a věnoval se běžným farářským povinnostem. Tento způsob života a služby se u něj projevil zdravotními problémy. Mimo svou farnost docházel zpovídat například na poutní místo Maková hora.
Další podobností se svatým farářem z Arsu byla Palečkova snaha o obnovu lidové zbožnosti, byť v jiné době a v jiných podmínkách. Zatímco Vianney se snažil obnovit v lidech upřímnou víru po době osvícenství, která náboženství rozhodně nepřála, Paleček se snažil vycházet vstříc cítění svých farníků. Jednou ročně pro ně pořádal pěší pouť na Svatou Horu u Příbrami. Naopak zrušil pěší putování na pouť do vedlejší farnosti Kostelec nad Vltavou, kde docházelo k tomu, že většina poutníků po bohoslužbách šla za naprosto světskou zábavou. Snahou Františka Xavera Palečka bylo oproštění poutí pokud možno co nejvíce od jakýchkoliv světských vlivů. Lze dodat, že proti podobným výstřelkům bojoval ve své době a ve svém působišti i samotný Vianney. Podobností mezi oběma osobnostmi je tedy celá řada a přezdívka F. X. Palečka jako českého Vianneye je tedy poměrně přiléhavá.
Lze dodat, že autorem této přezdívky je kněz Rytířského řádu křižovníků s červenou hvězdou a spisovatel, P. Václav Bělohlávek, OCr. (9. 1. 1870 – 1. 5. 1967) který používal literární pseudonym Svatohor. Byl duchovním správcem farnosti Klučenice a s F. X. Palečkem se setkával na poutích na Makové hoře. Poprvé označení český Vianney pro tohoto svého spolubratra použil v názvu vzpomínkového fejetonu, který uveřejnil v Lidových listech dne 21. ledna 1925.